# Li Gonglin
Li Gonglin (ur. ok. 1047, zm. 1106), znany też pod imieniem Longmian (龍眠) – chiński malarz tworzący w epoce Song.
Pochodził z powiatu Shucheng w prowincji Anhui, z rodziny uczonych. W 1170 roku zdał egzamin na stopień jinshi, następnie piastował funkcje urzędnicze na dworze cesarskim w Kaifengu. Przyjaźnił się z Su Shi.
Malarstwa uczył się kopiując obrazy mistrzów epoki Tang (Yan Libena, Wu Daozi), znajdujące się w kolekcji jego ojca. Posługiwał się techniką jednobarwnego rysunku wykonanego konturowym tuszem zwaną baimiao, inspirowaną twórczością Gu Kaizhi. Tworzył pejzaże, scenki figuralne oraz obrazy o tematyce buddyjskiej i taoistycznej, największą sławę zdobył sobie jednak jako twórca przedstawień koni.